# Buix
Buix is een plaats en voormalige gemeente in het Zwitserse kanton Jura en maakt deel uit van het district Porrentruy.
Buix telt 463 inwoners.

## Geschiedenis
Op 1 januari 2009 is Buix met Courtemaîche en Montignez gefuseerd tot de nieuwe gemeente Basse-Allaine.